# Lucien Bertuelens
Lucien Bertuelens, né le 17 septembre 1919 et mort à une date inconnue, est un footballeur belge actif durant les années 1930, années 1940 et les années 1950. Il évolue durant toute sa carrière au RFC malinois où il évolue au poste d'attaquant.

## Biographie

### Carrière de joueur
Lucien Bertuelens fait ses débuts avec l'équipe première du RFC malinois en 1936, à l'âge de 17 ans. N'ayant connu qu'un seul club dans sa carrière, il s'impose peu à peu en tant que titulaire du club et permet à l'équipe d'être championne de Division 1 en 1943, 1946 et 1948.

### Carrière d'entraîneur
Sept ans après avoir mis un terme à sa carrière, il dirige les joueurs du RFC malinois jusqu'en 1959.

## Palmarès
- RFC malinois
  - Championnat de Belgique
    - Champion : 1943, 1946 et 1948.